# DVD Łzy 1996–2006
DVD Łzy 1996–2006 – DVD koncertowe zespołu Łzy, wydane z okazji 10-lecia zespołu. Znajdują się na nim zarówno nagrania koncertowe, jak i na wersji limitowanej znajdują się wszystkie teledyski, jakie zespół Łzy nagrał w swojej historii.

## Lista nagrań
1. Oczy szeroko zamknięte – Superjedynki (2004)
2. Aniele mój – Rower Błażeja (1998)
3. Przebój – Gwiazdy w Jedynce (2002)
4. Niebieska sukienka – Gwiazdy w Jedynce (2002)
5. Wręczenie Platynowej płyty za album W związku z samotnością oraz zdjęcia z wakacji – Gwiazdy w Jedynce (2002)
6. Narcyz się nazywam – Gwiazdy w Jedynce (2004)
7. Gdy na was patrzę – Przeboje Jedynki (2003)
8. Taniec pingwina na szkle – Muzyka łączy pokolenia (2002)
9. Trochę wspomnień, tamtych dni – TOPtrendy 2004
10. Ja samotna – klip Mroczne Łzy z Katowic 2001
11. Anka, ot tak – Gwiazdy w Jedynce (2004)
12. Jestem jaka jestem – Krajowy Festiwal Piosenki Polskiej w Opolu (2002)
13. Imagine – Gala Wolontariatu (2005)
14. Julia, tak na imię mam – Gwiazdy w Jedynce (2004)
15. Agnieszka już dawno... – Superjedynki (2004)
16. Przepraszam cię – Hity Na Czasie (2005)
17. Pierwsza łza – Hity Na Czasie (2005)
18. Wróciłam – Bar (2005)
19. Gdybyś był – XLIII Krajowy Festiwal Piosenki Polskiej w Opolu (2006)
20. Oczy szeroko zamknięte – Anna Wyszkoni z orkiestrą symfoniczną Co tu jest grane (2006)

Bonus
1. Narcyz się nazywam – Wrocław Pradze (2002)
2. Agnieszka już dawno... – Wrocław Pradze (2002)
3. Jestem jaka jestem – Wrocław Pradze (2002)
4. Oczy szeroko zamknięte – Gwiazdy w Jedynce (2004)
5. Agnieszka już dawno... – Gwiazdy w Jedynce (2004)
6. Oczy szeroko zamknięte – Krajowy Festiwal Piosenki Polskiej w Opolu (2004)
7. Trochę wspomnień, tamtych dni – Koncert Integracyjny, Fundacja Anny Dymnej Mimo Wszystko (2004)
8. Kolęda dwóch serc – Anna Wyszkoni z orkiestrą symfoniczną Co tu jest grane (2005)
9. Oczy szeroko zamknięte – Krajowy Festiwal Piosenki Polskiej w Opolu (2003)
10. Przetańczyć całą noc – Anna Wyszkoni, Szansa na sukces (2006)

### Wersja limitowana
Teledyski
1. Agnieszka już dawno...
2. Narcyz się nazywam
3. Niebieska sukienka
4. Opowiem wam jej historię
5. Jestem jaka jestem
6. Anastazja, jestem
7. Ja nie lubię nikogo
8. Jestem dilerem
9. Oczy szeroko zamknięte
10. Anka, ot tak
11. Julia, tak na imię mam
12. Trochę wspomnień, tamtych dni
13. Pierwsza łza
14. Przepraszam cię
15. Gdybyś był